# Flugplatz Regensburg-Oberhub

i7
i11
i13

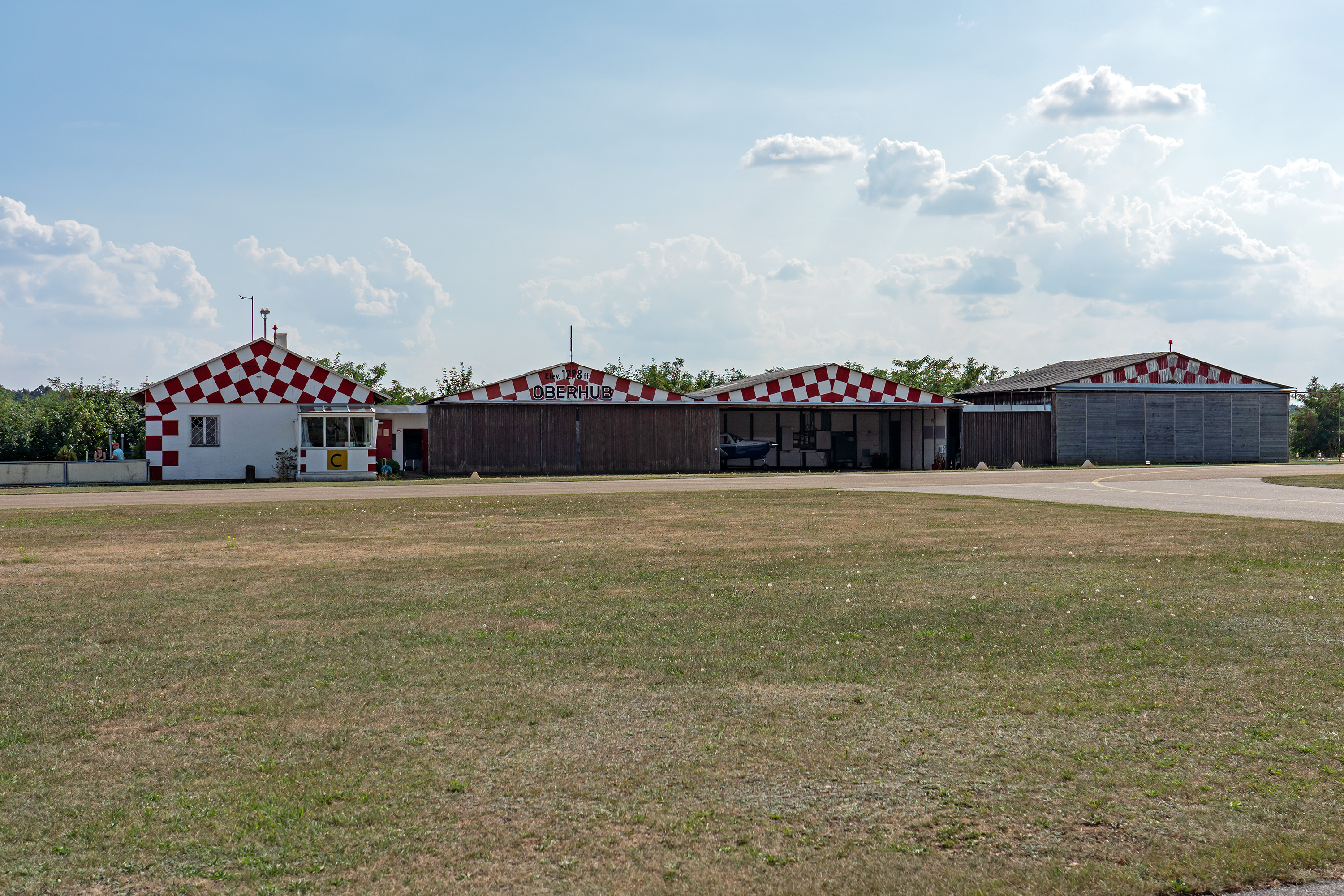
Flugplatz Regensburg-Oberhub mit Flugleitstand und Hangars

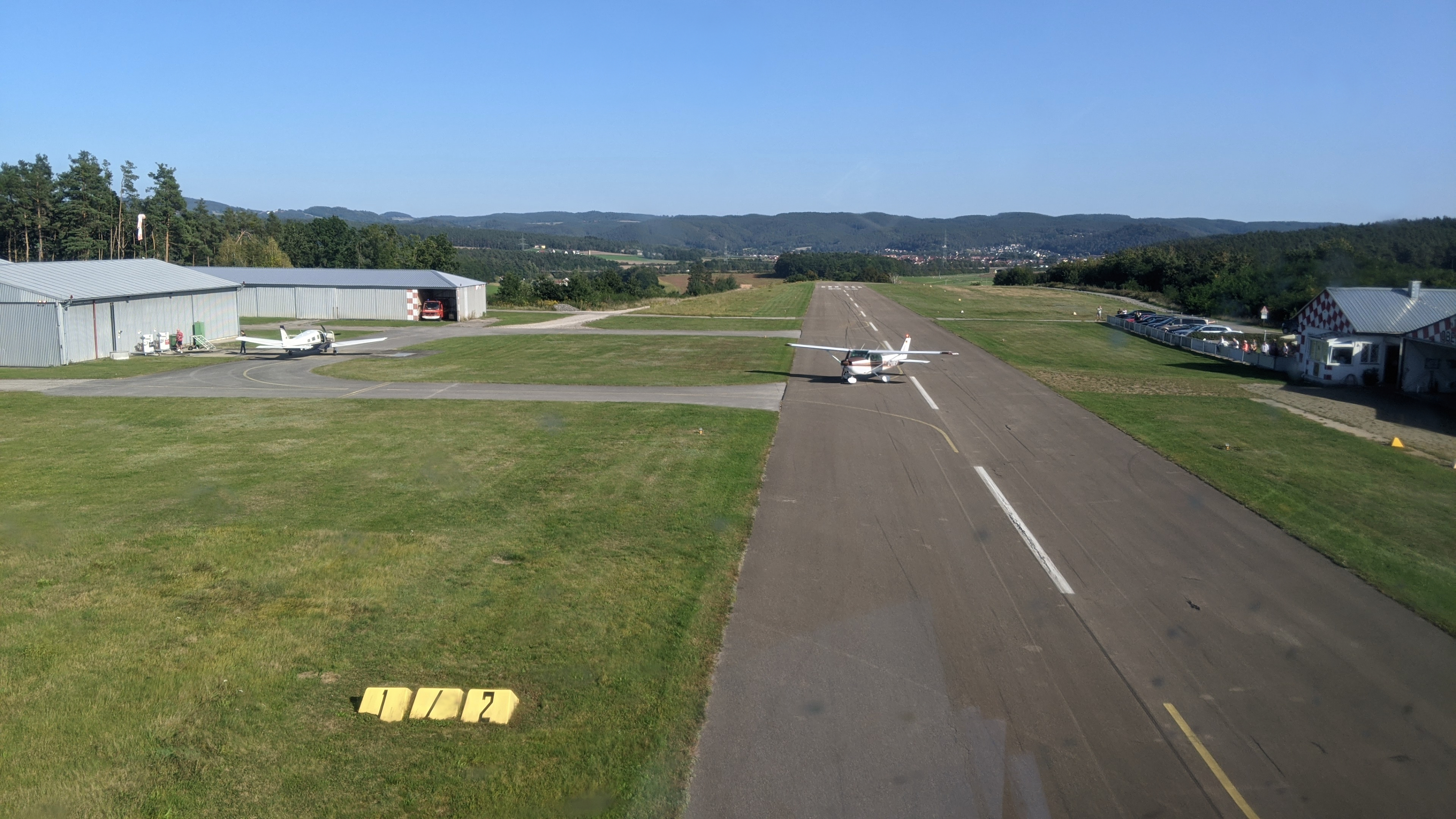
Start- und Landebahn

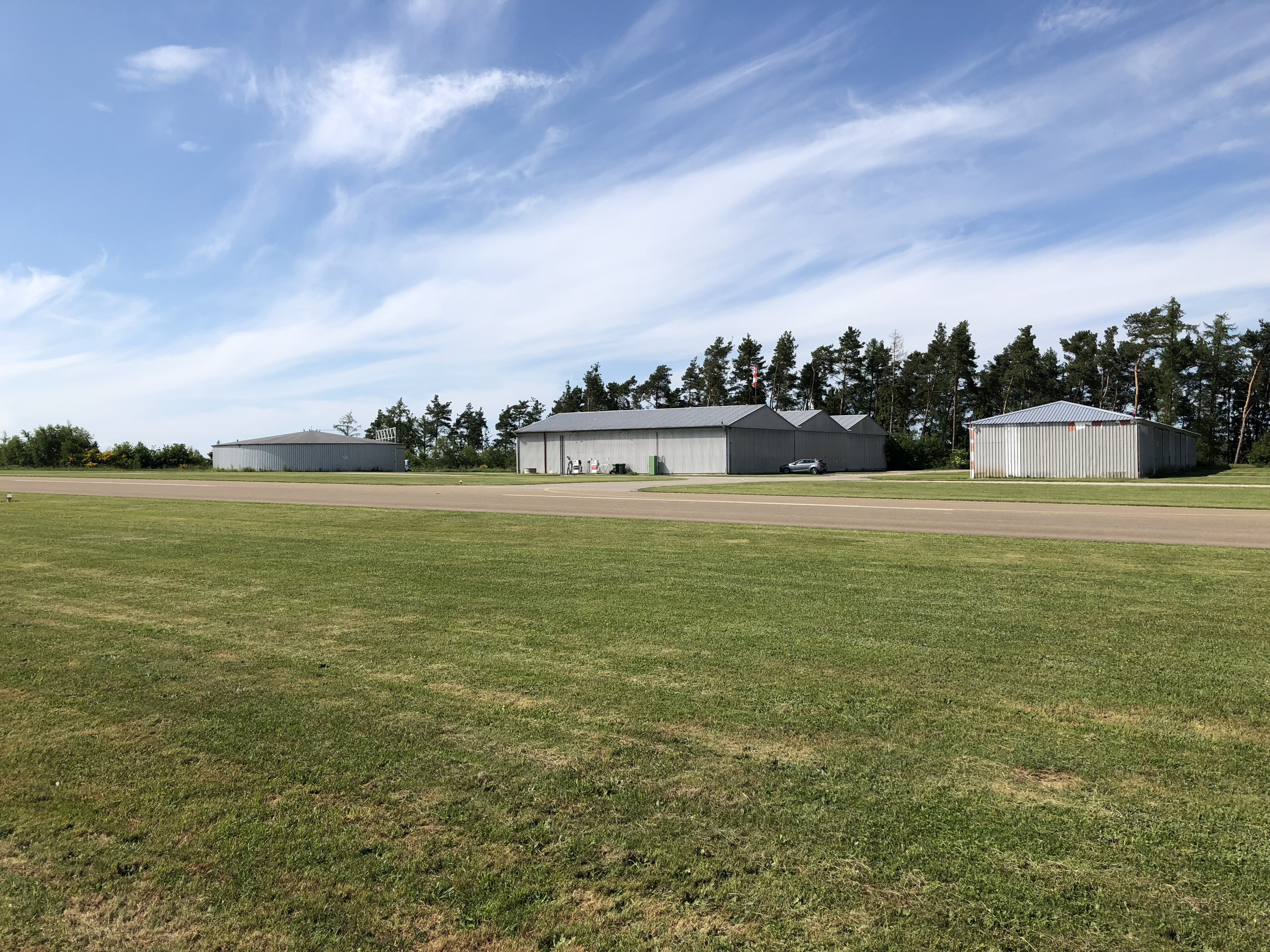
Flugplatz Regensburg-Oberhub (2018)

Der Flugplatz Regensburg-Oberhub (ICAO-Code: EDNR) ist ein Verkehrslandeplatz nördlich von Regensburg in der Oberpfalz. Er wird von der Motorfluggruppe Regensburg e. V. betrieben.

## Geografie
Der Flugplatz liegt 14 Kilometer nördlich des historischen Ortskernes von Regensburg und vier Kilometer nordwestlich von Regenstauf. Er befindet sich in einer Hochebene zwischen den Tälern der Naab und des Regen auf einer Höhe von 388 bis 396 m ü. NN.
Naturräumlich erstreckt sich nördlich die Bodenwöhrer Bucht, östlich steigt das Gelände zum Bayerischen Wald an, westlich zur Frankenalb und südlich fällt es zum Donautal hin ab.

## Geschichte
Das Fluggelände wurde 1960 bezogen und verfügte zunächst nur über eine knapp 400 m lange Graspiste. In den 1960er Jahren kamen Flugzeughallen, das Vereinsheim und eine Tankstelle hinzu. Man erweiterte die Landebahn auf eine Größe von 650 × 15 m und 1968 wurde eine Landebahnbefeuerung für den Nachtanflug installiert. In den 1970er Jahren kamen weitere Hallen hinzu und 1978 wurde die Landebahn mit einem Asphaltstreifen befestigt. Im Jahr 2000 wurde die Tankstelle neu gebaut. Im Oktober 2021 wurde die Start- und Landebahn restauriert und verlängert sowie die Zufahrtswege erneuert.

## Flugplatz und Ausstattung
Der Flugplatz ist für Luftfahrzeuge aller Art bis 2000 kg Höchstabfluggewicht (MTOW) zugelassen. Für Hubschrauber nur mit Außenlandegenehmigung. Flugbetrieb ist an den Wochenenden und Feiertagen von 9:00 bis 19:00 Uhr oder spätestens bis Sonnenuntergang. Eine Landung außerhalb dieser Zeiten ist nur nach vorheriger Anmeldung möglich (PPR). Für den Nachtanflug steht eine Landebahnbefeuerung zur Verfügung. Der Flugplatz ist auch Sitz der örtlichen Flugschule. Der Platz führt den ICAO-Code EDNR.
Es bestehen ein Mehrzweckgebäude mit einem ebenerdigen Flugleitstand und dem bewirtschafteten Vereinsheim, Hangars und eine Tankstelle.

## Zwischenfälle
- Am 15. Juni 2008 verunglückte eine mit drei Personen besetzte Beechcraft Bonanza V 35 bei einem Rundflug über EDNR. Das Flugzeug stürzte in ein Maisfeld und geriet dabei in Brand, wobei alle Insassen tödlich verletzt wurden.[4]
- Am 8. Juli 2009 stürzte ein Kleinflugzeug vom Typ Cessna 172 kurz nach dem Start auf EDNR bei Mettenbach in ein Rapsfeld. Die Maschine wurde hierbei zerstört, die beiden Piloten schwer verletzt aus dem Wrack geborgen.[5][6]
- Am 17. August 2014 geriet ein einmotoriger Schulterdecker beim Landeanflug ins Trudeln. Bei der anschließenden Bruchlandung knickte das Fahrwerk ein und das Fluggerät kippte abseits der Landebahn in einer Grünfläche seitlich ein. Es entstanden Sach- und Flurschäden, der Pilot kam mit dem Schrecken davon.[7]
- Am 31. März 2019 stürzte ein Doppeldecker gegen 16:15 in der Nähe von Regensburg-Oberhub in ein Waldstück beim Ortsteil Birkenzell der Stadt Maxhütte-Haidhof und brannte dort aus. Der Pilot wurde schwer, der Passagier schwerst verletzt.[8]

## Verkehr
- Der Flugplatz ist über die Staatsstraße St 2149 nach Regenstauf hin erschlossen. Dort besteht eine Auffahrtmöglichkeit zu der Bundesstraße 15, die zu der Bundesautobahn 93 weiterführt.
- Der ÖPNV bedient den Flugplatz nicht direkt. In Regenstauf bestehen Zustiegsmöglichkeiten zu der Bahnstrecke Regensburg–Weiden.